# Taferlberg (Egmating)
Der Taferlberg ist ein bewaldeter Hügel bei Kastenseeon auf dem Gebiet der Gemeinde Egmating.
In der Nähe des höchsten Punktes befindet sich ein Marterl, das Taferlbergkreuz.